# آب‌پیماریختان
آب‌پیماریختان (نام علمی: Gerromorpha) نام یک فروراسته از راسته نیم‌بالان است.